# Stansted Mountfitchet
Stansted Mountfitchet – wieś i civil parish w Anglii, w Esseksie, w dystrykcie Uttlesford w pobliżu granicy z hrabstwem Hertfordshire. Miejscowość położona jest 55 km na północ od Londynu. W 2011 roku civil parish liczyła 6011 mieszkańców.
W Stansted Mountfitchet znajduje się port lotniczy London Stansted Airport obsługujący m.in. tanie linie lotnicze (ma połączenie wieloma polskimi miastami: z Gdańskiem, Bydgoszczą, Łodzią, Krakowem, Poznaniem, Rzeszowem, Szczecinem, Warszawą i Wrocławiem). Stansted Mountfitchet jest wspomniana w Domesday Book (1086) jako Stanesteda.